# Pipeline d'ammoniac Togliatti—Odessa
Le gazoduc Togliatti—Odessa est le seul gazoduc en Ukraine qui est destiné au transport de l’ammoniac, il est long de 800 km.
Il est endommagé le 30 mai 2022 lors de l'Invasion de l'Ukraine par la Russie et une petite fuite est constatée dans un rayon de quatre kilomètres vers Svitlodarsk.
Le 23 juin 2023, durant la guerre russo-ukrainienne le pipeline explose près de Massioutovka (uk), un petit village de l'oblast de Kharkiv. Le village a été temporairement occupé par les troupes russes le 24 février 2022, libéré le 21 novembre 2022 et réoccupé le 16 mai 2023,.